# Квінт Клодій Гермогеніан Олібрій
Квінт Клодій Гермогеніан Олібрій (Quintus Clodius Hermogenianus Olybrius, д/н — до 395) — державний та військовий діяч Римської імперії.

## Життєпис
Походив з роду Клодіїв. Син Клодія Цельсіна Адельфа, префекта Риму 351 року, та Фальтонії Проби. Завдяки патриціанському стану та родинним зв'язкам замолоду увійшов до сенату. До 361 року вже був консуляром, служив у Кампанії. У 361 році призначається проконсулом до провінції Африка.
З 369 до 370 року був префектом Риму. У 378 році імператором Граціаном призначається преторіанським префектом Іллірії. На цій посаді повинен був готувати війська для протидії готам та для допомоги військам імператора Валента. Разом із військом Олібрій рушив на допомогу останньому, проте у м.Сірмій довідався про поразку римлян при Адріанополі. У 379 році для захисту східних провінцій імперії Граціан призначає Гермогеніана Олібрія преторіанським префектом Сходу. Того ж року стає консулом (разом з Децимом Авзонієм). Помер між 384 та 395 роками.

## Родина
Дружина — Тирранія Аніція Юліана
Діти — Аніція Фальтонія Проба.